# Alfred Emile Rambaldo
Alfred Emile Rambaldo (Rembang (Java, Indonesië), 16 november 1879 – Ngeboer (nabij Blora, Java, Indonesië), 5 augustus 1911) was een Nederlandse marineofficier, meteoroloog en luchtvaartpionier.

## Levensloop
Rambaldo was de zoon van een resident van Rembang, later van Pasoeroean in het toenmalige Nederlands-Indië. Toen hij vier was vertrokken hij en zijn ouders naar Nederland, waar zijn vader overleed. Alfred Rambaldo studeerde aan het Instituut van J.D.N. de Graaff in Den Haag en vervolgens aan Instituut voor de Marine te Willemsoord. Op 21 september 1901 was hij afgestuurd Adelborst eerste klasse en vertrok weer naar Indië. In 1903 werd hij hier gepromoveerd tot luitenant-ter-zee der tweede klasse en in 1905 keerde hij weer terug naar Nederland. Daar werd hij ingedeeld bij het Korps Mariniers in Amsterdam, waar hij in contact kwam met zijn vroegere leraar Samuel Pierre l'Honoré Naber. Via dit contact kreeg hij weer belangstelling voor de astronomie, meteorologie en vooral de opkomende luchtvaart.
In 1907 verscheen een viertal artikelen die het belang van luchtschepen en kabelballonnen onderstreepte voor het gebruik door het leger en de marine. De gebroeders Wright hadden nog maar net hun eerste Flyer de lucht in gekregen, waardoor Rambaldo hier nog weinig mogelijkheden voor zag.
Gestimuleerd door de reacties op die artikelen, vertrok hij naar het congres  Commission permanente internationale d'Aéronautique in Brussel. Daar legde hij vele contacten en deed hij veel kennis op. In 1907 gaf hij een lezing voor het Koninklijk Nederlandsch Aardrijkskundig Genootschap in Amsterdam met als onderwerp 'De luchtscheepvaart ten dienste van het wetenschappelijk onderzoek in Nederlandsch-Indië'. Dit werd de aanleiding tot de oprichting van de Vereeniging ter Bevordering van de Luchtscheepvaart op 19 oktober 1907 (later hernoemd tot Koninklijke Nederlandse Vereniging voor Luchtvaart). Rambaldo werd secretaris en Kolonel der Genie C.J. Snijders werd voorzitter.
Rambaldo maakte zich hard voor de zaak en wist op 4 april 1908 zijn kennis Kurt Wegener over te halen in vanuit Den Haag een ballonvaart te ondernemen. Daarna legde hij zijn werk voor de vereniging even neer om zich te wijden aan aerologische studie op het Meteorologisches Observatorium 'Lindenberg' van Richard Assmann, die hij ook in Brussel had ontmoet. Tevens bracht hij een bezoek aan de luchtschepenfabriek van Ferdinand von Zeppelin in Friedrichshafen.
Terug in augustus 1908 vertrok hij met Hr.Ms. De Ruyter naar West-Indië waar hij onderzoek deed naar de hogere luchtlagen. Ook in de daaropvolgende reis naar Nederlands-Indië deed hij dit onderzoek. Eenmaal in Batavia werd hij gedetacheerd bij het Koninklijk Magnetisch en Meteorologisch Observatorium, onderdeel van de Marine. Hier zette hij zijn onderzoeken voort, maar ook hier zette hij zich in om de ballonvaart van de grond te krijgen en richtte de Nederlandsch-Indische Vereeniging voor Luchtvaart op. Op 26 februari 1910 maakte hij samen met nog een aantal andere personen de eerste ballonvaart boven Nederlands-Indië. Later volgde ook een ballonvaart boven Soerabaja. Daar zag hij Gijs Küller de eerste gemotoriseerde vlucht boven Nederlands-Indië maken, maar zelf mocht hij vanwege zijn gewicht niet mee.
In juli 1911 zou Rambaldo weer vertrekken naar Nederland, maar vanwege plaatsgebrek zou dit een maand later plaatsvinden. In de tussentijd kon er nog wel een ballonvaart van af. Deze werd hem noodlottig. Onderweg van Soerabaja naar Semarang moest de ballon een noodlanding maken nabij Blora en landde in een boomkruin. Bij het verlaten van de mand viel Rambaldo tien meter naar beneden en was op slag dood.

## Trivia
- Er is een borstbeeld van hem bekend dat lange tijd in Soerabaja heeft gestaan, daarna (in ieder geval tot 1991) op vliegkamp Valkenburg, later is het verplaatst naar vliegveld de Kooy waar het tot op heden staat.